# Утениква
Горы Утениква (англ. Outeniqua Mountains) — горный хребет параллельно южному побережью ЮАР в Западно-Капской провинции. Названы по жившим там готтенготам утениква. Утениква образует непрерывную горную цепь с хребтом Лангеберх на западе и горами Цицикамма на востоке. Высочайшая вершина — гора Крадок (1578 м).

## Название
Название гор «Утениква» происходит от одноимённого племени готтенготам, которое когда-то жило в горах, и означает «те, кто несут мёд». Наскальные изображения этого народа до сих пор можно найти в этом районе.

## География

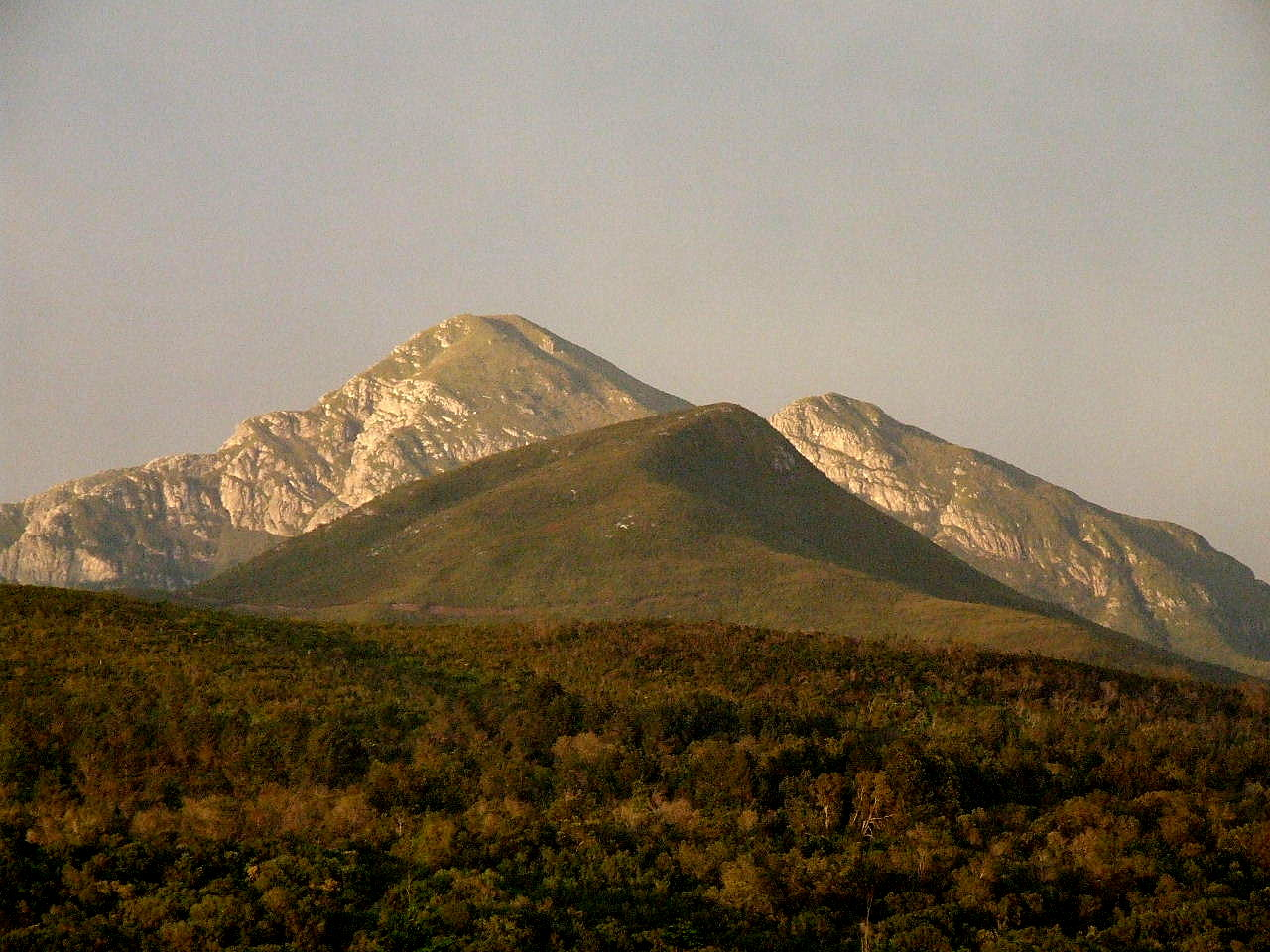
Хребет Утениква

Хребет Утениква — с пологими южными склонами и крутыми спусками на северной стороне, спускающимися в низкую долину Литл-Кару. [3] Высокие вершины включают пик Крадок (1578 м) и пик Джордж (1370 м), расположенный к северу от Джорджа. Подобная география создаёт множество разнообразных сред обитания. На южных склонах на более высоких и влажных высотах встречаются горные финбоши, а на севере — кустарниковые заросли типов кару и реностервельдов. На средних южных склонах расположены галерейные леса.
Обильные осадки на хребте образуют множество горных ручьёв, используемых для орошения в долине Улифантс. Хотя климат в этом районе обычно жаркий или умеренный, со средней летней температурой 20,5 °C, погодные условия могут сильно различаться. Зимой температура может опускаться до 5 ° C (и даже ниже на южных склонах), а на более высоких вершинах возможны снегопады
Хребет простирается от долины реки Гауритс почти параллельно побережью к северу от города Мосселбай примерно на 100 км к востоку от Плеттенбергбай. Основные автомобильные перевалы — это перевал Клотес (региональная дорога R327, от Мосселбай до Ладисмит), перевал Отениква (региональная дорога R328), перевал Монтегю (национальные дороги N9 и N12) и перевал Принца Альфреда (региональная дорога R339, из Найсны и Юниондейла)..
На территории хребта недалеко от города Джордж расположена охраняемая природная территория Утениква, занимающая площадь 38 тыс. га.

## Флора и фауна
Среди животных, обитающих в окрестностях хребта, есть антилопа-прыгун, косулья антилопа, леопард и различные грызуны. Птицы включают орла-яйцееда и других хищных птиц, а также капского сахарного медососа и других птиц финбоша.

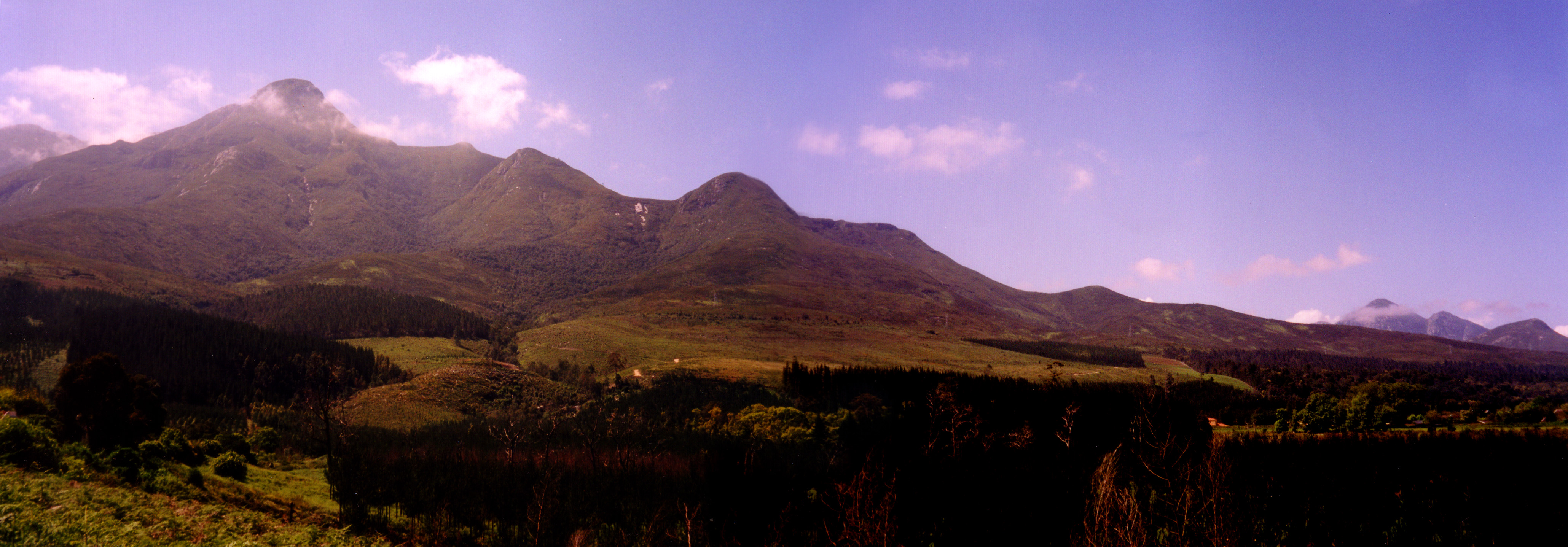
Утениква к северу от города Джордж